# Người Taz
Người Taz (tiếng Nga: Тазы, phiên âm là Tazy) chủ yếu sống ở Nga. Họ hình thành vào những năm 1890, từ các cuộc hôn nhân giữa người Udege, người Nanai và người Trung Quốc. Người Taz nói tiếng Nga và tiếng phổ thông Đông Bắc, với các từ mượn của Udege và Nanai.
Theo Điều tra dân số Nga năm 2002, tổng dân số Taz là 276. Trong số này:
- 276 nói tiếng Nga[2]
- 131 nam (53 thành thị, 78 nông thôn) và 145 nữ (57 thành thị, 88 nông thôn)[3]
- 110 người ở thành thị (53 nam, 57 nữ) và 166 nông thôn (78 nam, 88 nữ) [3]

Ở Bashkortostan, bốn người tự nhận mình là Taz.
Trong Khabarovsk Krai, ba người tự nhận mình là Taz - một nam và hai nữ, tất cả đều sống ở thành thị.
Trong cuộc điều tra dân số Nga năm 2010, số lượng Taz ở Nga giảm xuống còn 274.
Các phương ngữ Taz là Đông Bắc Mandarin, với ảnh hưởng nhẹ từ địa phương ngôn ngữ Tungus như Nanai và Udege. Vào những năm 1880 (?), Có một nghìn người nói, nhưng ngày nay phần lớn những người nói thông thạo là người cao tuổi và tiếng Nga là ngôn ngữ chính của người Taz.